# Glacier Mackay
Pour les articles homonymes, voir Mackay.
Le glacier Mackay est un glacier situé en Antarctique au nord du détroit de McMurdo. Il se déverse dans Grantite Harbour.
C'est le premier glacier au nord des vallées sèches de McMurdo, à proximité du mont Suess et du Gondola Ridge.
Son nom provient de l'explorateur Alistair Mackay.